# John Biddle (Offizier)

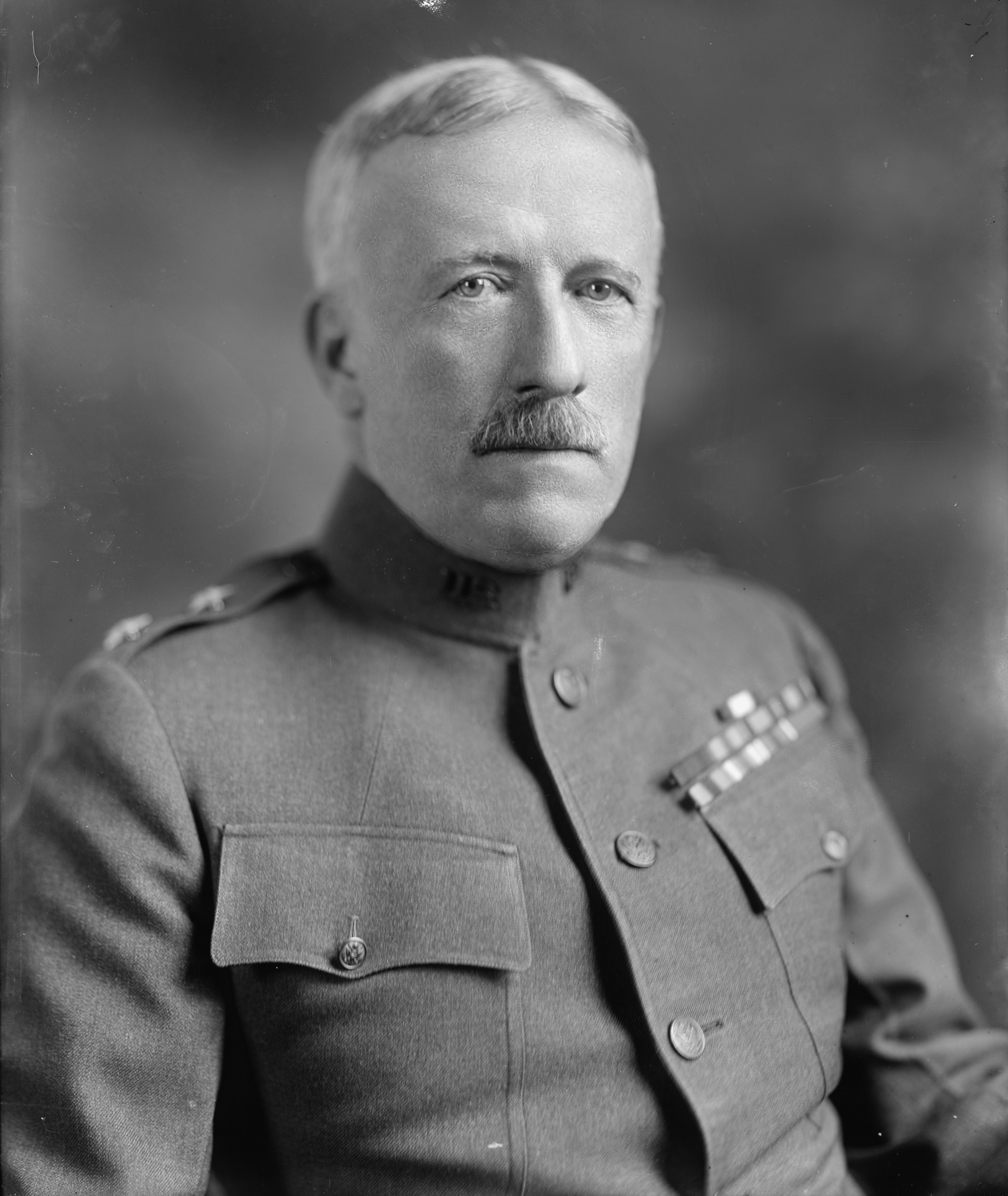
John Biddle

John Biddle (* 2. Februar 1859 in Detroit, Michigan; † 18. Januar 1936 in San Antonio, Texas) war ein Generalmajor der United States Army. Er war unter anderem als Superintendent Leiter der Militärakademie West Point.

## Leben
John Biddle entstammte einer prominenten Familie, aus der schon einige Politiker und Offiziere hervorgegangen waren. Sein gleichnamiger Großvater John Biddle (1792–1859) vertrat zwischen 1829 und 1831 das Michigan-Territorium als Delegierter im Repräsentantenhaus der Vereinigten Staaten. Sein Urgroßvater mütterlicherseits, Aaron Ogden (1756–1839), war von 1801 bis 1803 US-Senator und von 1812 bis 1813 Gouverneur von New Jersey. Weitere Familienmitglieder waren ebenfalls in höheren Funktionen z. B. als Richter tätig.
Biddle wuchs in Europa auf und besuchte Schulen in Genf und Heidelberg. Nach seiner Rückkehr begann er ein Studium an der University of Michigan, das er aber nach einem Jahr abbrach, um sich an der Militärakademie in West Point einzuschreiben. Zwischen 1877 und 1881 absolvierte er die Akademie. Er schloss die Schule als Zweitbester von 53 Kadetten ab. Anschließend wurde er als Leutnant dem United States Army Corps of Engineers zugeteilt. In der Armee durchlief er anschließend alle Offiziersränge vom Leutnant bis zum Zwei-Sterne-General. Zwischen 1891 und 1898 war er in Nashville, Tennessee stationiert. Dort war die ihm unterstellte Einheit der Flusspioniere für den Hafen der Stadt und den Cumberland River zuständig.
Während des Spanisch-Amerikanischen Krieges war Biddle in Puerto Rico, auf Kuba und auf den Philippinen eingesetzt. Zwischen 1901 und 1907 leitete er die Behörde für öffentliche Bauprojekte (Public Works) in Washington, D.C. Danach war er Leiter der für den Hafen von San Francisco zuständigen Pioniere. Ein Jahr nach dem Erdbeben von San Francisco 1906 hatte er es dort auch mit der Beseitigung der entstandenen Schäden zu tun.
Nach dem Ausbruch des Ersten Weltkrieges in Europa im August 1914 war John Biddle zwischen November 1914 und Juni 1915 im Auftrag des Generalstabs im Kriegsministerium militärischer Beobachter an der Ostfront der Österreichisch-Ungarischen Armee. Anschließend kehrte er zu den Pionieren zurück, wo er für kurze Zeit das Kommando über die in Baltimore in Maryland stationierten Einheiten erhielt. Diese waren vornehmlich mit dem Ausbau des Hafens der Stadt Baltimore beschäftigt. Im Juli 1916 wurde er als Nachfolger von Clarence Page Townsley zum 29. Leiter der Militärakademie West Point ernannt. Diesen Posten hatte er bis Juni 1917 inne. Nach dem Eintritt der Vereinigten Staaten in den Ersten Weltkrieg wurde Biddle zunächst Kommandeur einer Pionierbrigade. Anschließend war er Mitglied des Generalstabs in Washington, D.C., wo er zwischenzeitlich die Vertretung von Stabschef Tasker H. Bliss übernahm, als sich dieser dienstlich in London aufhielt. Zwischen 1918 und 1919 wurde er nach Europa versetzt, wo er Kommandos über US-Truppen in Großbritannien und Irland hatte. Danach war er für jeweils kurze Zeit Kommandeur einer Einheit in Camp Travis in Texas und in Camp Custer in Michigan. Am 1. Dezember 1920 schied er aus dem aktiven Militärdienst aus. Er starb nach langer Krankheit am 18. Januar 1936 in San Antonio und wurde auf dem Friedhof in West Point beigesetzt.

## Orden und Auszeichnungen
Generalmajor John Biddle erhielt unter anderem folgende Auszeichnungen:
- Army Distinguished Service Medal
- Silver Star
- Royal Victorian Order (britischer Orden)
- Order of the Bath (britischer Orden)